# ألتيبلاس
ألتيبلاس (t-PA) هو دواء حال للتخثر، يُستخدم لعلاج احتشاء عضلة القلب الحاد (نوع من النوبات القلبية)، والانسداد الرئوي المرتبط بانخفاض ضغط الدم، والسكتة الدماغية الحادة، وأجهزة قسطر الوريدية المركزية (CVAD). يُعطى عن طريق الحقن في الوريد أو الشريان.
الآثار الجانبية الشائعة هي النزيف بما في ذلك نزيف داخل الجمجمة ونزيف الجهاز الهضمي. نادرًا ما قد تتضمن الآثار الجانبية الأخرى الحساسية. لا يُنصح به لمن لديهم حساسية من الجنتاميسين. سلامة الاستخدام أثناء الحمل غير معروفة. ألتيبلاس هو شكل من أشكال المنشط البلاسمينوجين النسيجي. وهو يعمل عن طريق تحويل البلاسمينوجين إلى البلازمين في تجلط الدم.
تمت الموافقة على ألتيبلاس للاستخدام الطبي في الولايات المتحدة في عام 1987. وهو ضمن قائمة منظمة الصحة العالمية للأدوية الأساسية.

## الاستخدامات الطبية
الاستخدامات الرئيسية للألتيبلاس هي السكتة الدماغية الحادة، واحتشاء عضلة القلب الحاد، والانسداد الرئوي الحاد.
فيما يتعلق باحتشاء عضلة القلب الحاد، أظهرت تجربة معشاة للأشخاص المصابين بمرض احتشاء عضلة القلب الحاد، عدم وجود انخفاض في انسداد الأوعية الدموية الدقيقة عند إعطاء جرعة منخفضة إضافية من ألتيبلاس داخل التّاجِيّ أثناء التداخل الإكليلي الأولي.

## آليات
هو بروتياز السيرين الذي يساعد فيبرين في تحويل البلاسمينوجين إلى البلازمين. عندما يكون في الدورة الدموية الجهازية، يرتبط ألتيبلاس بالفيبرين في الجلطة ويبدأ تحلل الفبرين.

## المجتمع والثقافة
هذا الدواء مُدرج في قائمة الأدوية الأساسية لمنظمة الصحة العالمية، بعد أن أُضيف في القائمة في سنة 2019.

## روايط خارجية
- "ألتيبلاس". بوابة المعلومات الدوائية. المكتبة الوطنية الأمريكية للطب. مؤرشف من الأصل في 2020-08-27.